# ГЕС Монті-Клару
ГЕС Монті-Клару — гідроелектростанція на південному сході Бразилії у штаті Ріу-Гранді-ду-Сул. Знаходячись між ГЕС Castro Alves (вище по течії) та ГЕС 14 de Julho, входить до складу каскаду на річці Das Antas, яка є лівим витоком Taquari, що в свою чергу є лівою притокою річки Жакуй (впадає в лиман Гуаїба сполученого з Атлантичним океаном озера-лагуни Патус біля столиці провінції міста Порту-Алегрі).
У межах проекту Das Antas перекрили греблею з ущільненого котком бетону висотою 36 метрів та довжиною 240 метрів. Вона утримує водосховище з площею поверхні 1,4 км2 та об'ємом 11,3 млн м3 (корисний об'єм 0,9 млн м3).
Від сховища ресурс подається через прокладений у правобережному гірському масиві дериваційний тунель до напівзаглибленого машинного залу, при цьому останній розміщено за 1,3 км від водозабірної споруди та за 18 км від греблі по руслу річки.
На станції встановлено дві турбіни типу Каплан потужністю по 67,1 МВт, які при напорі 38,4 метра забезпечують виробництво понад 0,5 млрд кВт-год електроенергії на рік.
Видача продукції відбувається по ЛЕП, розрахованій на роботу під напругою 230 кВ.